# トーエー食品
トーエー食品株式会社（トーエーしょくひん）は、岐阜県関市に本社・工場を置く日本の加工食品業者である。1945年（昭和20年）創業、1963年（昭和38年）7月に会社法人設立。丼に入れ、お湯をかけるだけで出来上がる「ノンカップ麺」の名称による袋麺を製造・販売している。

## ノンカップ麺
元々はインスタントラーメン、カップ麺などを製造・販売する会社であったが、1995年（平成7年）、「カップ麺はカップがごみになる。袋麺は子供やお年寄りに火を使わせるのが心配」と工場を見学に訪れた主婦の一声で、丼に入れてお湯をかけるだけで調理する「ノンカップ麺」の開発に着手。合成保存料、科学調味料を一切使用せず、自然の素材だけで味付けした袋麺として「ノンカップ麺」が誕生した。

## 製品
ノンカップ麺シリーズ
- チキン味ラーメン
- 醤油味ラーメン
- 塩味ラーメン
- 味噌味ラーメン
- うどん
- そば　他